# Vechelde (Vechelde)
Vechelde ist ein Ortsteil der Gemeinde Vechelde im Landkreis Peine in Niedersachsen. Der Ort ist Verwaltungssitz der gleichnamigen Gemeinde.

## Geographie

### Geographische Lage

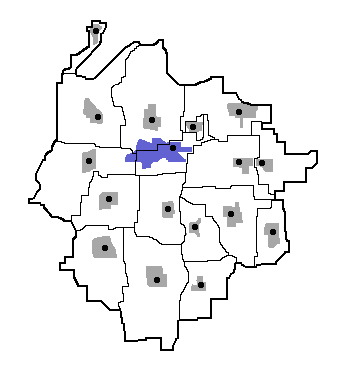
Lage von Vechelde in der Gemeinde Vechelde

Vechelde liegt im Flachland der Braunschweig-Hildesheimer Lößbörde an der historischen Fernstraße Köln-Königsberg, der Bundesstraße 1. Ihr früherer Verlauf überquert am Ostrand des Orts die Aue und verzweigt sich in der Ortsmitte in die Richtung Hannover führende B 65. Ursprünglich war der Ort ein Straßendorf. Die zentrale Funktion der Hildesheimer Straße spiegelt sich noch heute im Ortsbild wider. Im Verlauf seiner Entwicklungsgeschichte wuchs der Ort zum heutigen Zentralort der Gemeinde mit kleinstädtischer Prägung heran.

### Nachbarorte
| Sierße    | Wahle                                       | Vechelade |
| Bettmar   | Kompassrose, die auf Nachbargemeinden zeigt | Denstorf  |
| Liedingen | Köchingen                                   | Wierthe   |

## Geschichte
Vechelde wurde 973 als Fehtlon, 1145 als Vechtla und um 1250 als Vechtelde urkundlich erwähnt. Ende des 14. Jahrhunderts erbauten die Herzöge von Braunschweig-Lüneburg dort eine Burg, die bereits im Jahr 1392 an die Stadt Braunschweig verpfändet wurde. Unter der Verwaltung der Stadt Braunschweig blieb Vechelde bis 1671, als die Epoche der unabhängigen Stadt Braunschweig durch Rückeroberung der Fürsten von Braunschweig-Wolfenbüttel beendet wurde.

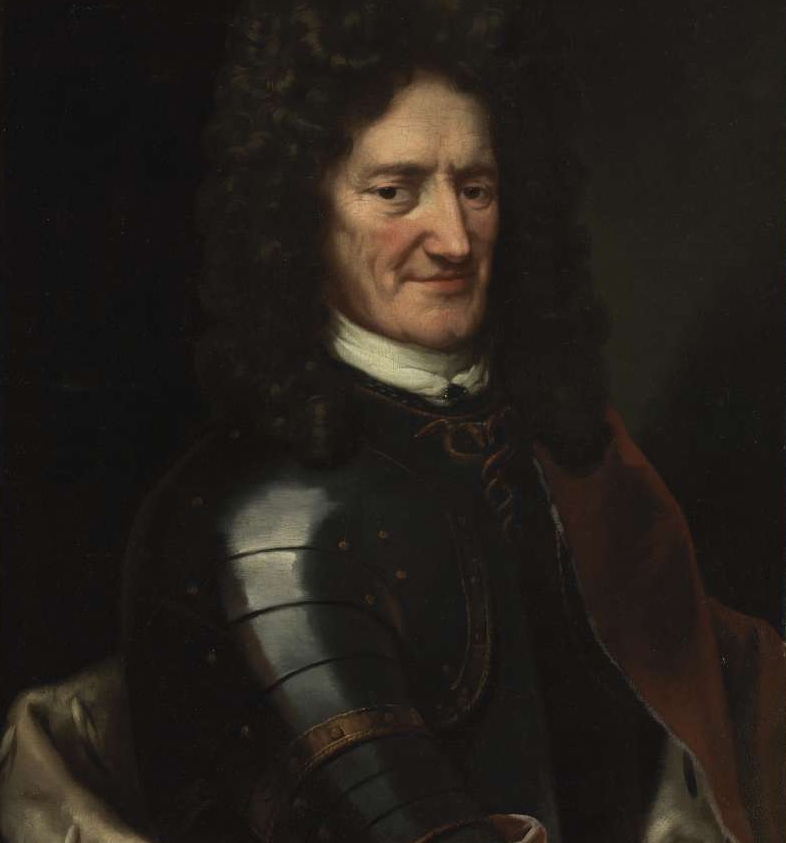
Herzog Rudolf August

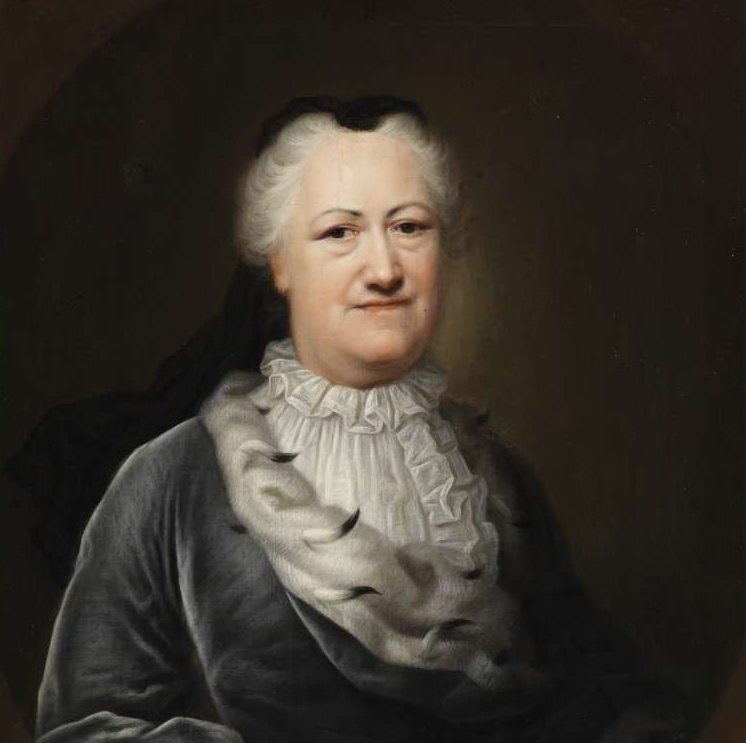
Herzogin Elisabeth Sophie Marie

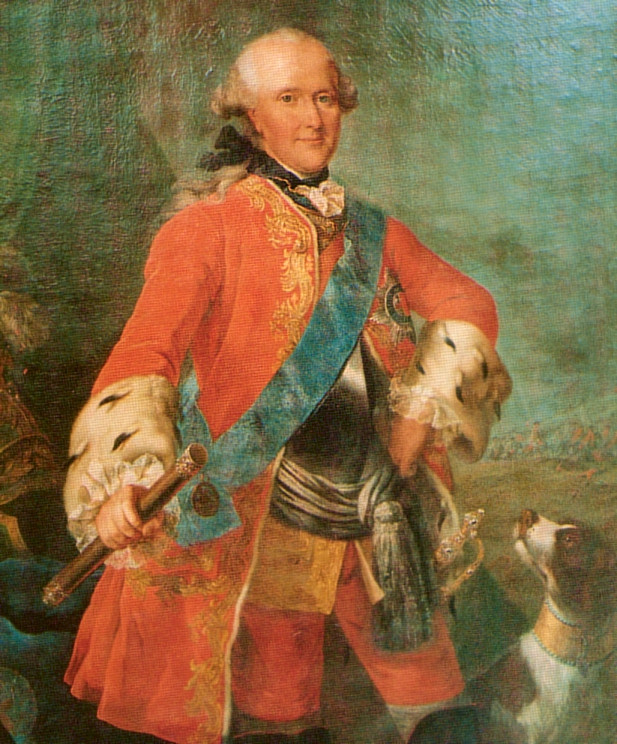
Prinz Ferdinand von Braunschweig

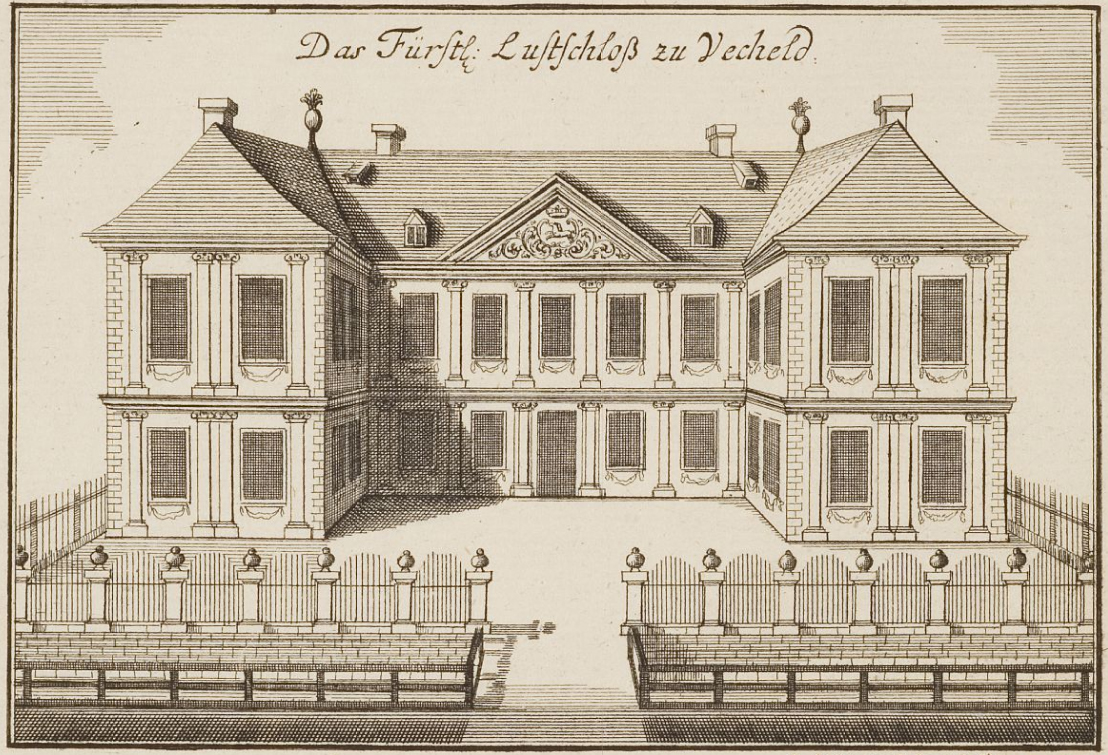
Das ehemalige Lustschloss Vechelde im 18. Jahrhundert

Die Burg ließ Herzog Rudolf August 1695 für seine morganatisch angetraute Ehefrau Rosine Elisabeth Menthe („Madame Rudolfine“) durch den Baumeister Hermann Korb zu einem fürstlichen Landsitz, dem Schloss Vechelde umbauen.
Ab 1712 diente das Schloss der Fürstin Elisabeth Sophie Marie als Wohnsitz, der dritten Ehefrau des Herzogs August Wilhelm. Dazu ließ die Fürstin das Schloss erweitern, einen weiteren Gebäudeflügel und eine Schlosskapelle errichten. Für die Landarbeiter des Schlossgutes ließ sie, etwa einen Kilometer nördlich der Schlossanlage, eine Tagelöhnersiedlung errichten, aus der sich der heutige Vechelder Ortsteil Vechelade entwickelte.
Am 8. November 1727 heirateten auf Schloss Vechelde Fürst Christian August von Anhalt-Zerbst und Johanna Elisabeth von Schleswig-Holstein-Gottorf. Aus dieser Ehe ging am 2. Mai 1729 Sophie Auguste Frederike von Anhalt-Zerbst-Dornburg hervor, die spätere Zarin Katharina II.
Prinz Ferdinand von Braunschweig-Wolfenbüttel, Herzog zu Braunschweig und Lüneburg, ein Schwager Friedrichs des Großen, erwarb Schloss Vechelde im Jahr 1767. Ferdinand starb nach längerer Krankheit 1792 in seiner Residenz Vechelde. Auf seinen Sarg ließ er, statt seiner fürstlichen Titulatur, lediglich den Titel „Gutsherr von Vechelde“ gravieren.
In dem barocken Schloss richtete Johann Peter Hundeiker im Jahr 1804, unterstützt durch den braunschweigischen Herzog Karl Wilhelm Ferdinand, eine international renommierte Erziehungsanstalt ein. Die Erziehungsanstalt, das Philanthropin, bestand bis 1819.
Mit dem Fürstentum Braunschweig-Wolfenbüttel wurde der Ort 1807 in das von Napoleon geschaffene Königreich Westphalen eingegliedert. Vechelde wurde Verwaltungssitz des Kantons Braunschweig-Land-West. Der Kanton bildete einen Teil des Distrikts Braunschweig im Departement der Oker. Nach der Auflösung des Königreichs Westphalen im Jahr 1813 und der Konstituierung des Herzogtums Braunschweig wurde die Landesverwaltung neugeordnet. 1814 schloss man die ehemaligen Kantone Braunschweig-Land-West, Bettmar und Peine-Land zusammen. Der Amtssitz befand sich zunächst in Bettmar. Am 1. Oktober 1825 wurden Verwaltung und Gericht als Amt Vechelde in das Landschloss Vechelde verlegt.
Das Schlossgebäude wurde Ende des 19. Jahrhunderts abgerissen und durch ein neoklassizistisches Gebäude ersetzt. Bis zum 1. Januar 1972 diente es als Sitz des Amtsgerichts Vechelde. Heute wird es als Bürgerzentrum genutzt. Der Park blieb erhalten.

### Eingemeindungen
Der Ort war bis zur Gebietsreform Niedersachsens eine selbstständige Gemeinde im Landkreis Braunschweig. Im Zuge der Gebietsreform wurde er am 1. März 1974 mit 16 weiteren Ortschaften zur Gemeinde Vechelde zusammengefasst. Die Gemeinde gehört zum Landkreis Peine.

### Einwohnerentwicklung
| Jahr | Einwohner | Quelle |
| ---- | --------- | ------ |
| 1802 | 0238      | [ 6 ]  |
| 1847 | 0340      | [ 7 ]  |
| 1863 | 0459      | [ 8 ]  |
| 1885 | 1301      | [ 9 ]  |
| 1910 | 1607      | [ 10 ] |
| 1925 | 1231      | [ 9 ]  |
| 1933 | 1186      | [ 9 ]  |
| 1939 | 1266      | [ 9 ]  |
| 1946 | 2142      | [ 11 ] |
| 1950 | 2475      | [ 12 ] |

| Jahr          | Einwohner | Quelle |
| ------------- | --------- | ------ |
| 31. Jan. 2014 | 5743      | [ 1 ]  |
| 31. Okt. 2017 | 6011      | [ 1 ]  |
| 31. Dez. 2018 | 6318      | [ 1 ]  |
| 31. Jan. 2024 | 6189      | [ 1 ]  |

## Religion
Vechelde ist Amtssitz des Propstes der Propstei Vechelde, ein Unterbezirk der Evangelisch-lutherischen Landeskirche in Braunschweig.
Die katholische St.-Gereon-Kirche wurde 1955–1956 erbaut. Heute gehört die Kirche zur Gemeinde der Heilig-Geist-Kirche in Braunschweig-Lehndorf und zum Dekanat Braunschweig.
Die Kirche der neuapostolischen Gemeinde gehört zum Kirchenbezirk Braunschweig der Neuapostolischen Kirche Mitteldeutschland.

Kirchengebäude
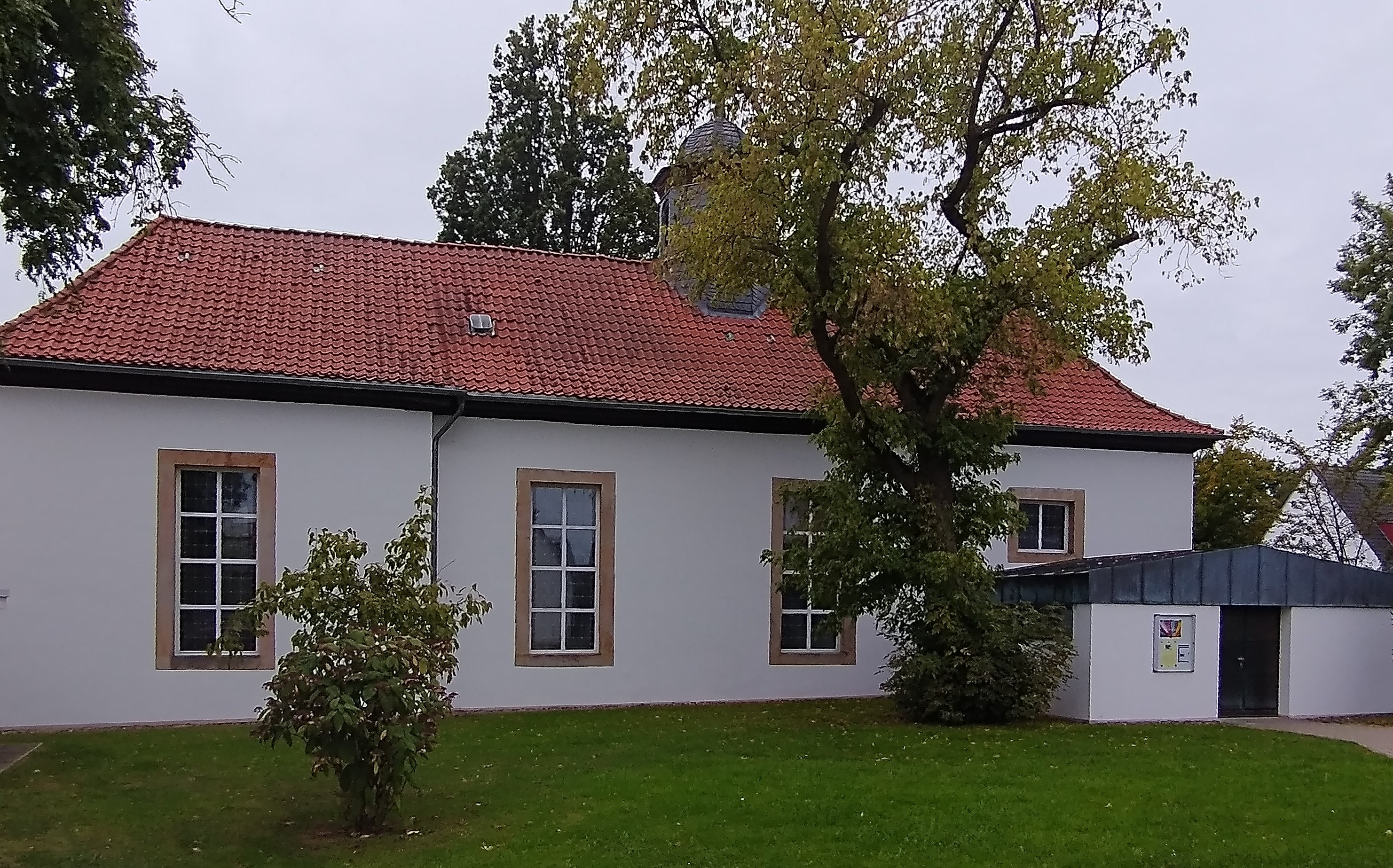
Christuskirche Vechelde, Hauptpredigtkirche der Propstei Vechelde
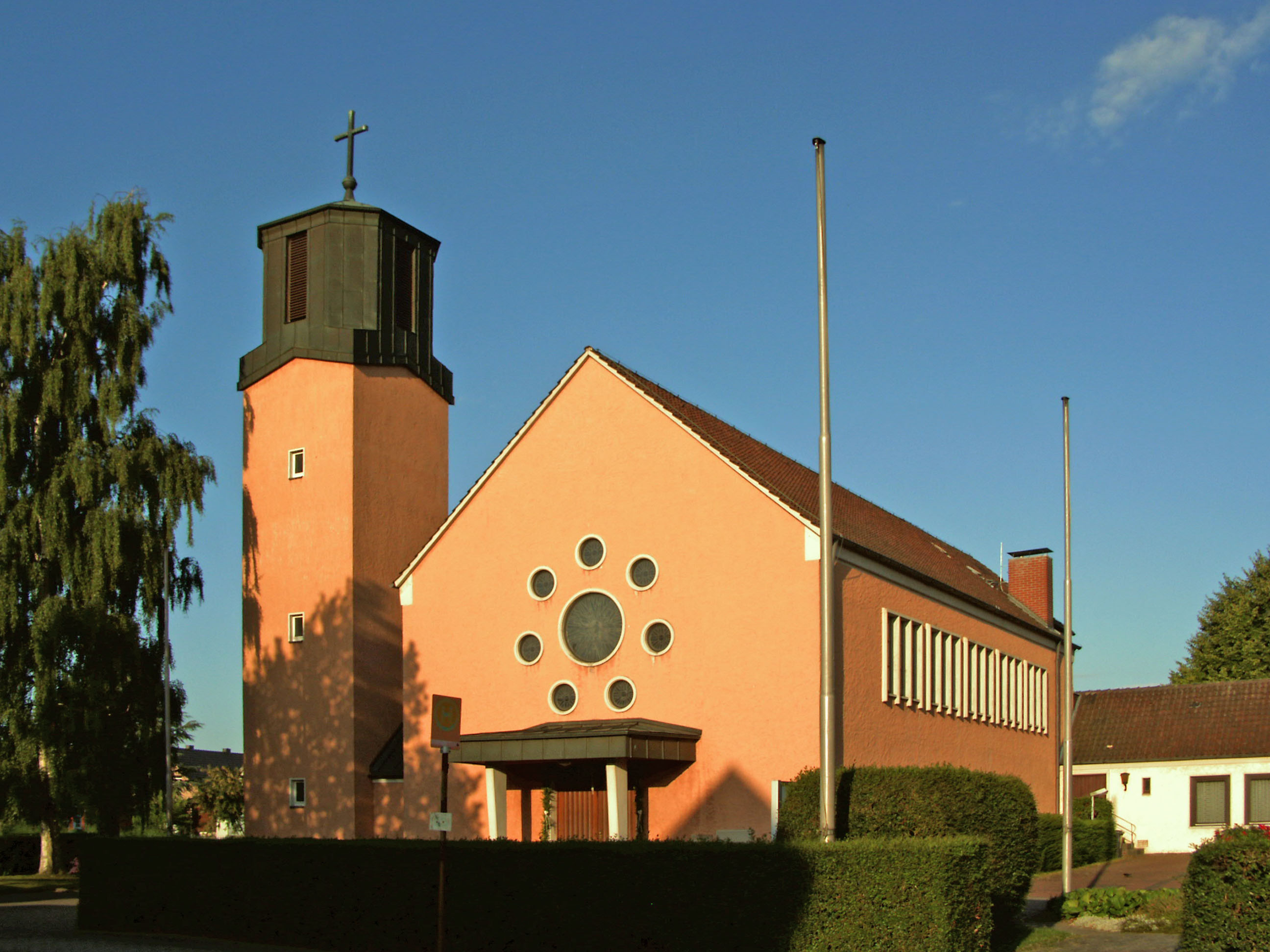
Katholische Kirche St.-Gereon

## Politik

### Ortsrat
Die 13 Sitze des Ortsrates Vechelde/Vechelade verteilen sich wie folgt:
| Kommunalwahl       | SPD | CDU | Grüne | FDP | Gesamt   |
| 12. September 2021 | 7   | 5   | –     | 1   | 13 Sitze |
| 11. September 2016 | 8   | 4   | –     | 1   | 13 Sitze |
| 11. September 2011 | 8   | 4   | 1     | –   | 13 Sitze |
| 10. September 2006 | 7   | 4   | 1     | 1   | 13 Sitze |

### Ortsbürgermeister
Ortsbürgermeister ist Olaf Marotz (SPD).

### Wappen
| Wappen von Vechelde | Blasonierung: „In Blau ein goldener Schrägbalken, belegt mit drei roten Rosen mit goldenen Butzen.“ |
| Wappen von Vechelde | Wappenbegründung: Das Gemeindewappen ist eine farbliche Abwandlung des Wappens der Familie von Vechelde. Sie stammte aus dem Ort und geriet 1333 in Bedrängnis, als sie in eine Fehde um den Hildesheimer Bischofsstuhl verwickelt war. Der gefangengenommene Bernart von Vechelde musste in Hildesheim ein hohes Lösegeld zahlen, das die Geldmittel seiner Familie erschöpfte, die deshalb die Burg Vechelde nicht mehr halten konnte und nach Braunschweig zog, wo sie zu einem einflussreichen Patriziergeschlecht aufstieg und bis ins 19. Jahrhundert blühte. Ihr Wappen zeigte in Silber einen mit drei silbernen Rosen belegten schwarzen Schrägbalken. Die Gemeinde nahm den Schild der erloschenen Familie als Gemeindewappen an, jedoch in neuen Farben. In der Farbwahl Blau - Gold drückte sich die Anhänglichkeit an den Landkreis Braunschweig aus, zu dem Vechelde bis 1974 gehörte. Das Wappen wurde von dem Braunschweiger Heraldiker Wilhelm Krieg gestaltet, am 13. Juli 1965 vom Gemeinderat beschlossen und am 12. Januar 1966 durch den braunschweigischen Regierungspräsidenten genehmigt. |

## Kultur und Sehenswürdigkeiten

### Bauwerke
Jutetor
In Vechelde stand ab 1861 Europas erste Jutespinnerei auf dem Festland, gegründet von Julius Spiegelberg, stillgelegt 1926 wegen Arbeitsmangels. Während des Zweiten Weltkrieges war dort das Unterkommando Vechelde des Konzentrationslagers Neuengamme untergebracht. Polnische Juden mussten dort im Rahmen der Rüstungsproduktion Achsen für die Braunschweiger Firma Büssing herstellen. Heute steht nur noch das Jutetor. Die ehemaligen Arbeiterwohnungen dienten als AWO-Altenpflegeheim, bevor daraus Eigentumswohnungen entstanden sind.
Tor der Ortschaften
Der Torbogen wurde im Jahr 2013 errichtet und im Februar 2014 eingeweiht, zum Anlass des vierzigjährigen Bestehens der Gemeinde Vechelde. Das 5,30 Meter hohe und 4,60 Meter breite Bauwerk markiert den westlichen Ortseingang des Zentralortes, am ehemaligen Verlauf der Bundesstraße 1.

Bauwerke
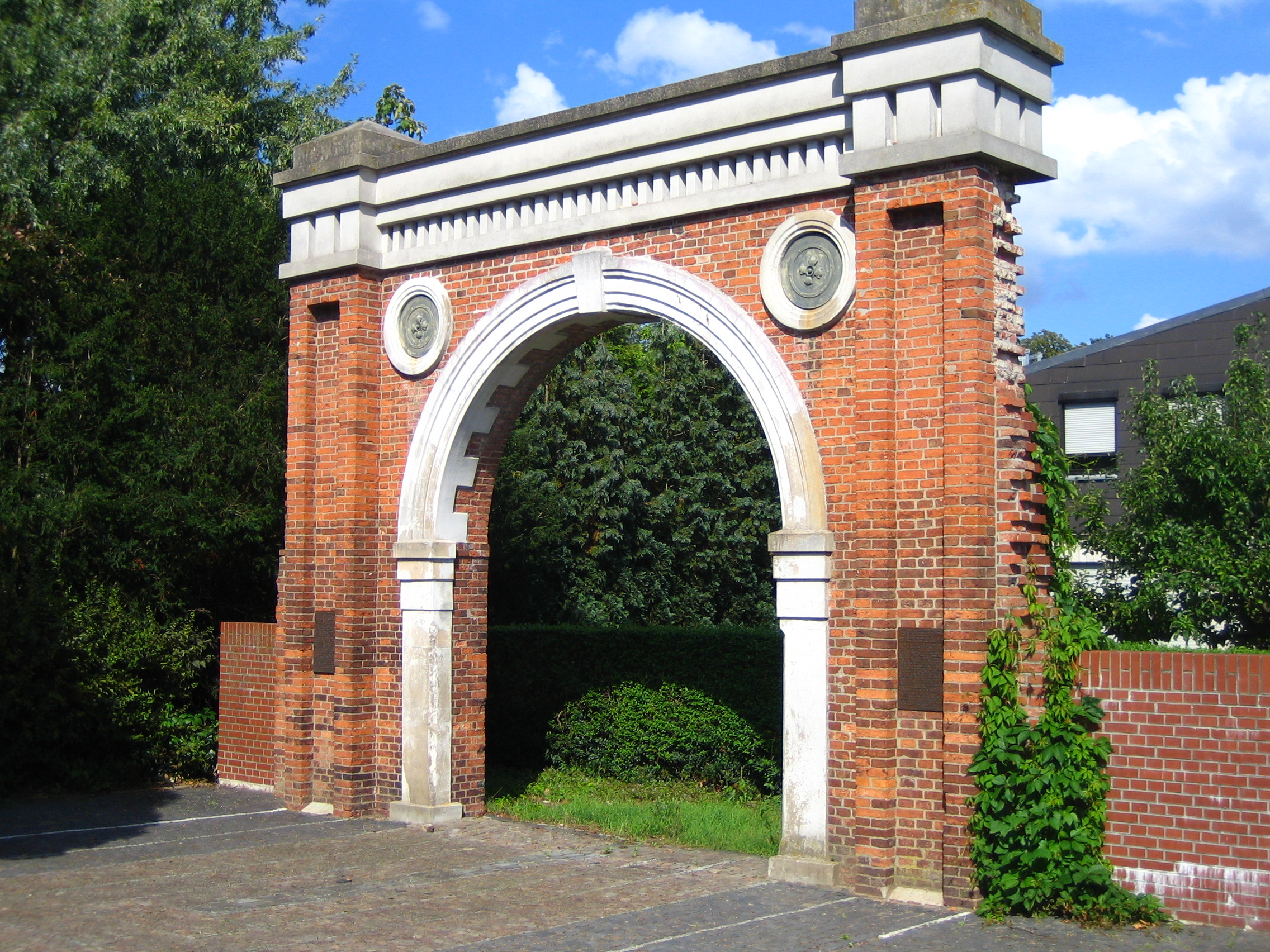
Das Jutetor, Eingangstor der ehemaligen Jutespinnerei. Heute Gedenkstätte für die Opfer des KZ Vechelde.
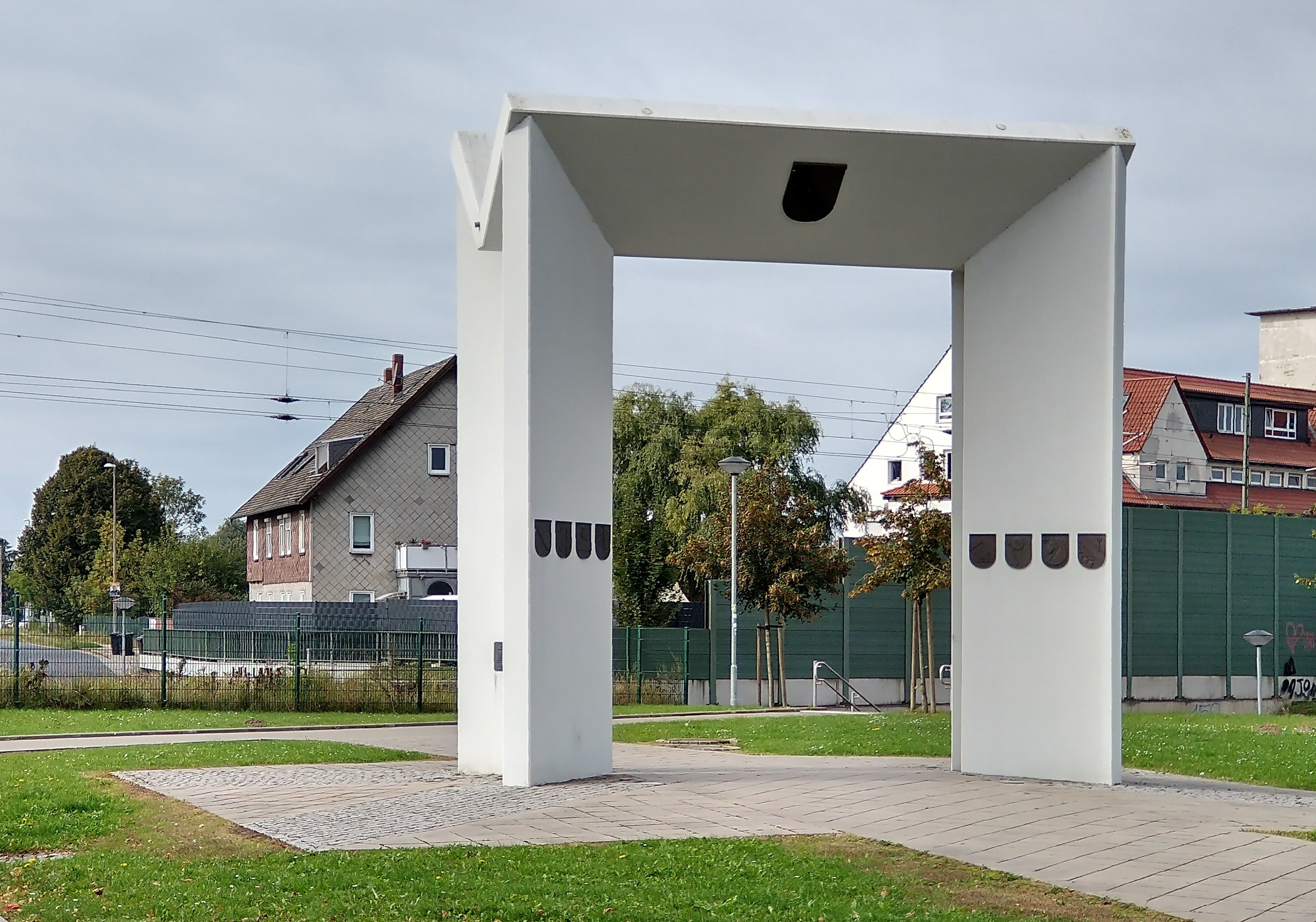
„Tor der Ortschaften“

### Parks und Grünanlagen
Schlosspark
Der Park am ehemaligen Schloss Vechelde wurde um 1695 durch Herzog Rudolf August als barocker Schlossgarten angelegt. Nach 1766 ließ Herzog Ferdinand von Braunschweig-Wolfenbüttel den Garten erweitern und zu einem englischen Landschaftsgarten umgestalten. Er ließ Fischteiche anlegen und die Pflanzungen mit Bäumen und Sträuchern aus Italien und Nordamerika ergänzen. Von der ursprünglichen Gestaltung des 18. Jahrhunderts ist nichts erhalten geblieben. Nachdem der Park im 19. Jahrhundert bis zur Aufgabe des Amtsgerichts Vechelde 1971 privat genutzt wurde, ist er in der Mitte der 1970er Jahre neu angelegt wurde. Dabei wurde die vermutete ursprüngliche barocke Gestaltung nachempfunden. Die 4,8 ha große Parkanlage gliedert sich heute in ein im barocken Stil angelegtes Parterre mit Rondel und Rosenpflanzungen, einen Rasenteil und einen waldartigen Parkteil.
Zu den Sehenswürdigkeiten des Schlossparks zählen eine Figurengruppe „Hades beim Raub der Persephone“ aus barocker Zeit und eine Sonnenuhr in klassizistischem Stil. Im Schlosspark befindet sich ein Monument zur Erinnerung an Johann Friedrich Wilhelm Jerusalem, Theologe und Mitbegründer des 1745 gegründeten Collegium Carolinum, Vorläufer der heutigen Technischen Universität Braunschweig. Das Denkmal wurde von Herzog Ferdinand gestiftet. Im Jahr 1979 wurden Bronzebüsten des Herzogs und des Pädagogen Johann Peter Hundeiker aufgestellt.
Der ehemalige Schlossgarten ist der Öffentlichkeit frei zugänglich.

Schlosspark
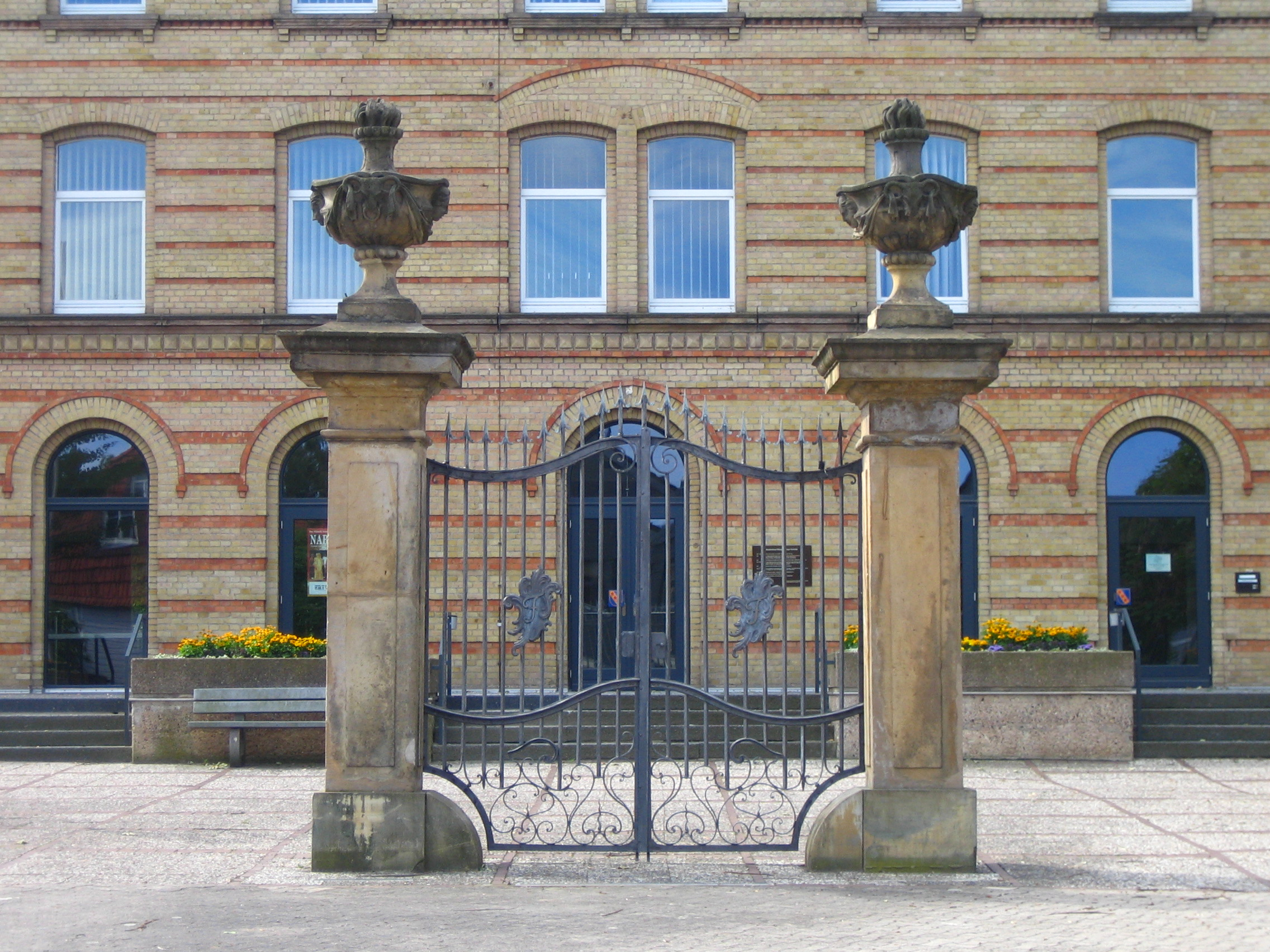
Schlosstor
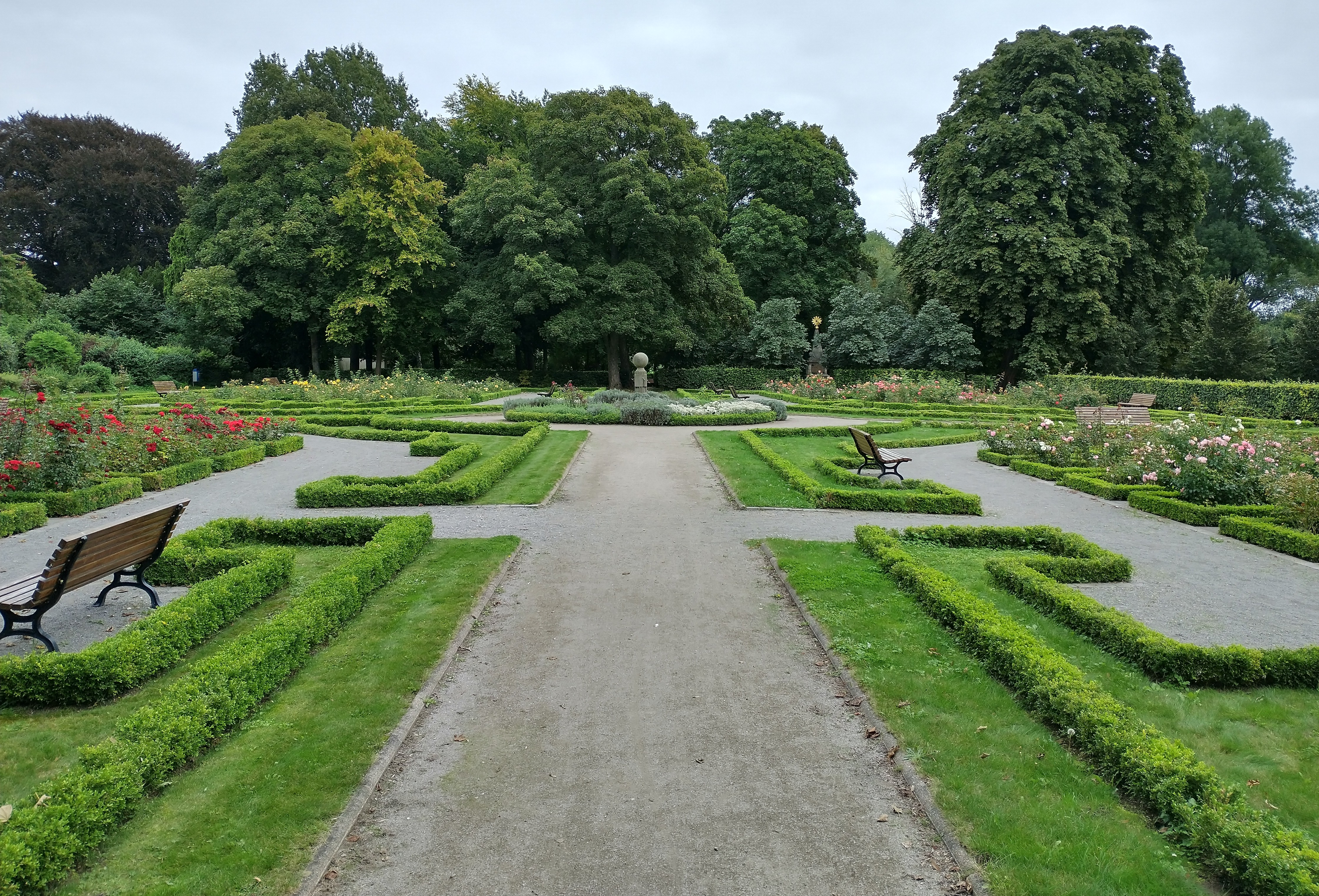
Rosengarten
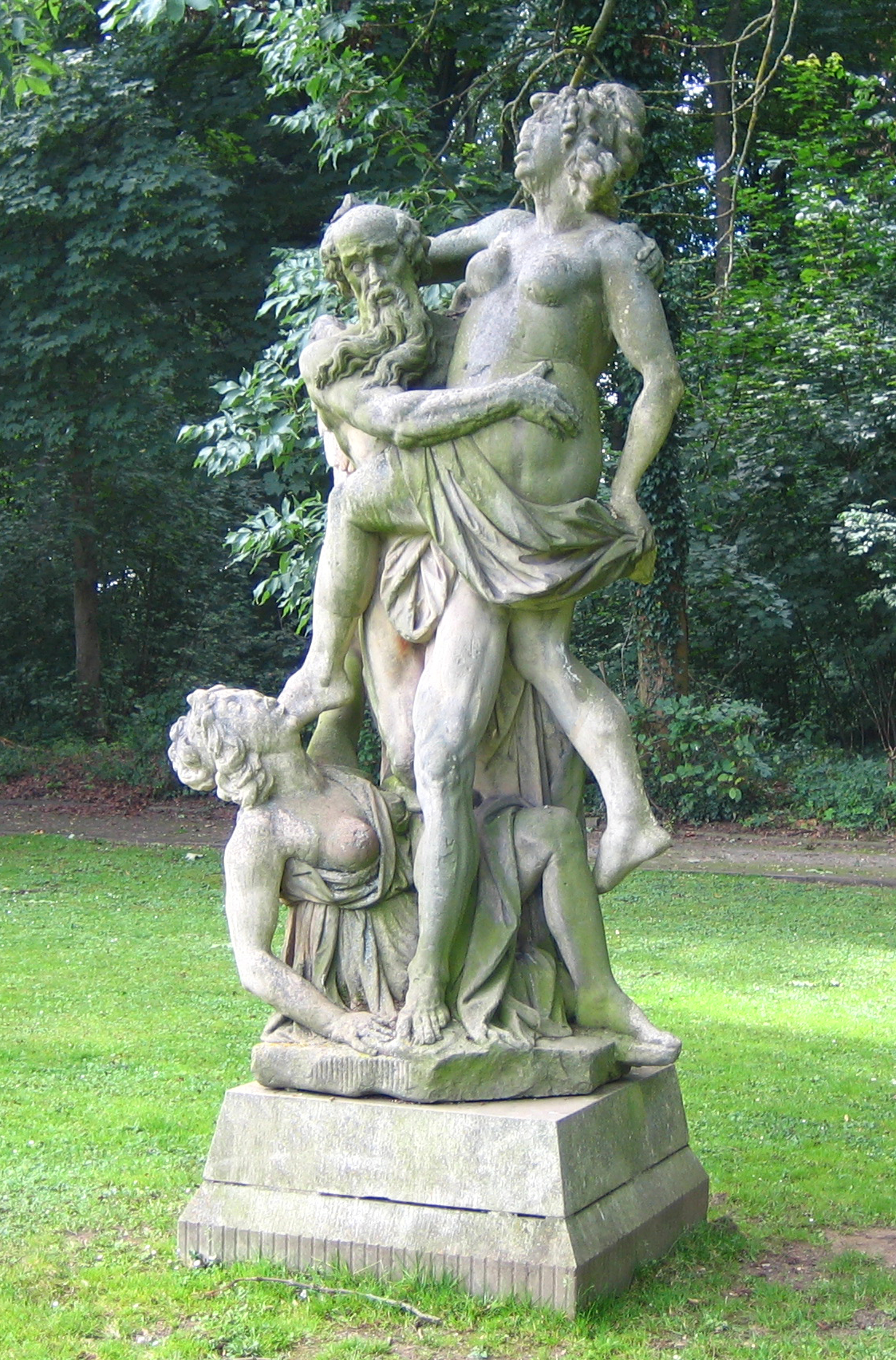
Raub der Persephone
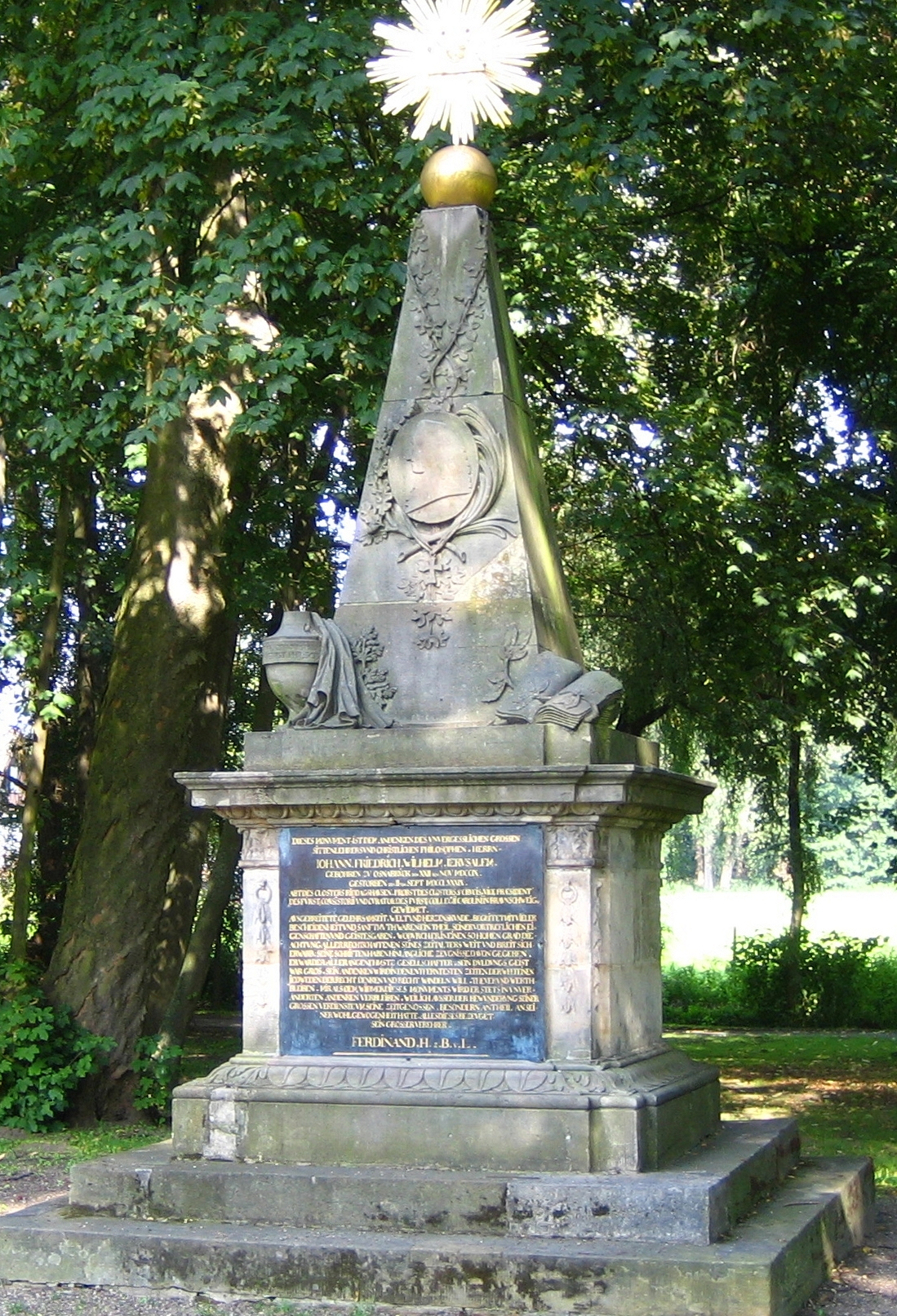
Monument zur Erinnerung an Abt Jerusalem
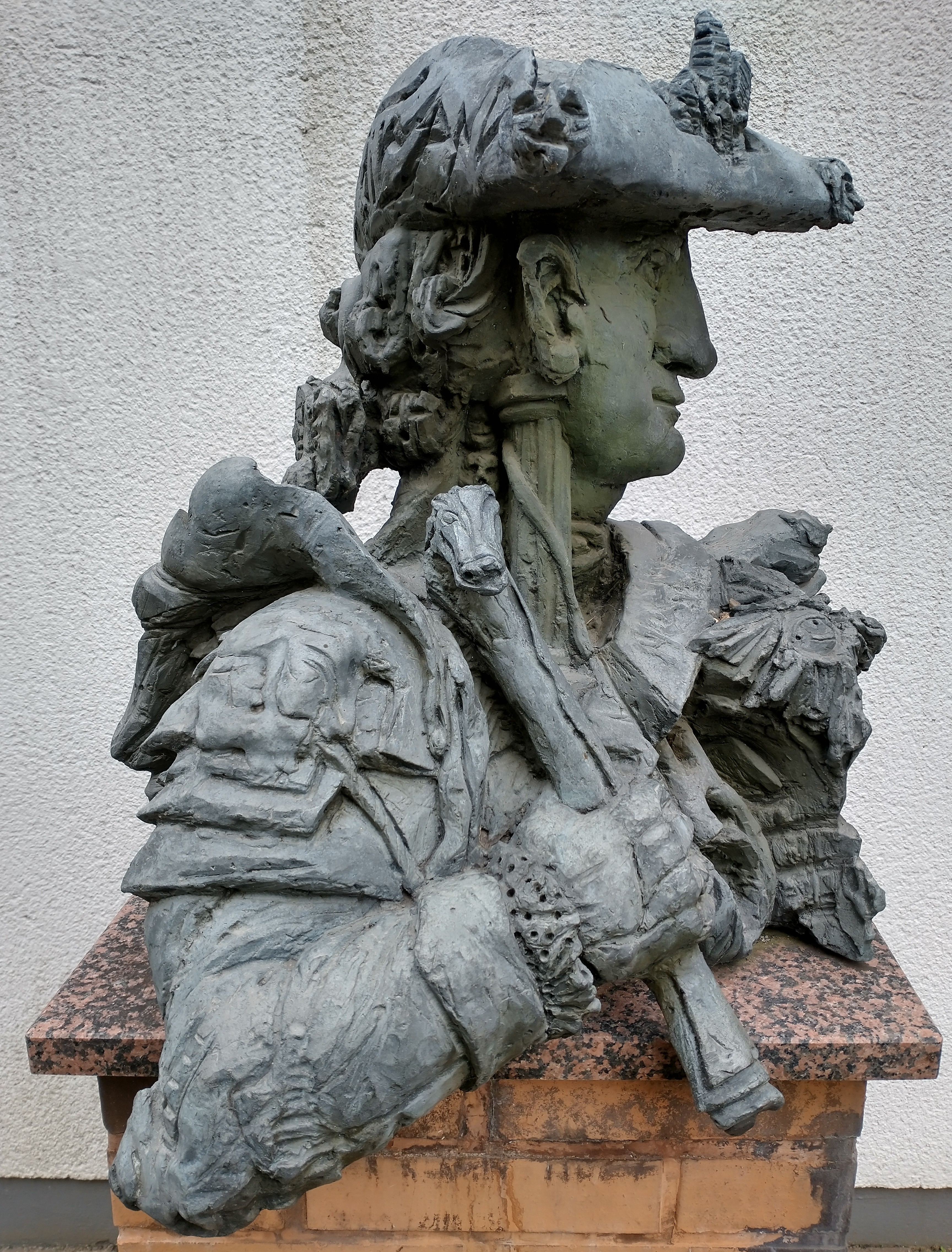
Büste des Herzogs Ferdinand von Braunschweig-Wolfenbüttel, Ben Siebenrock 1979
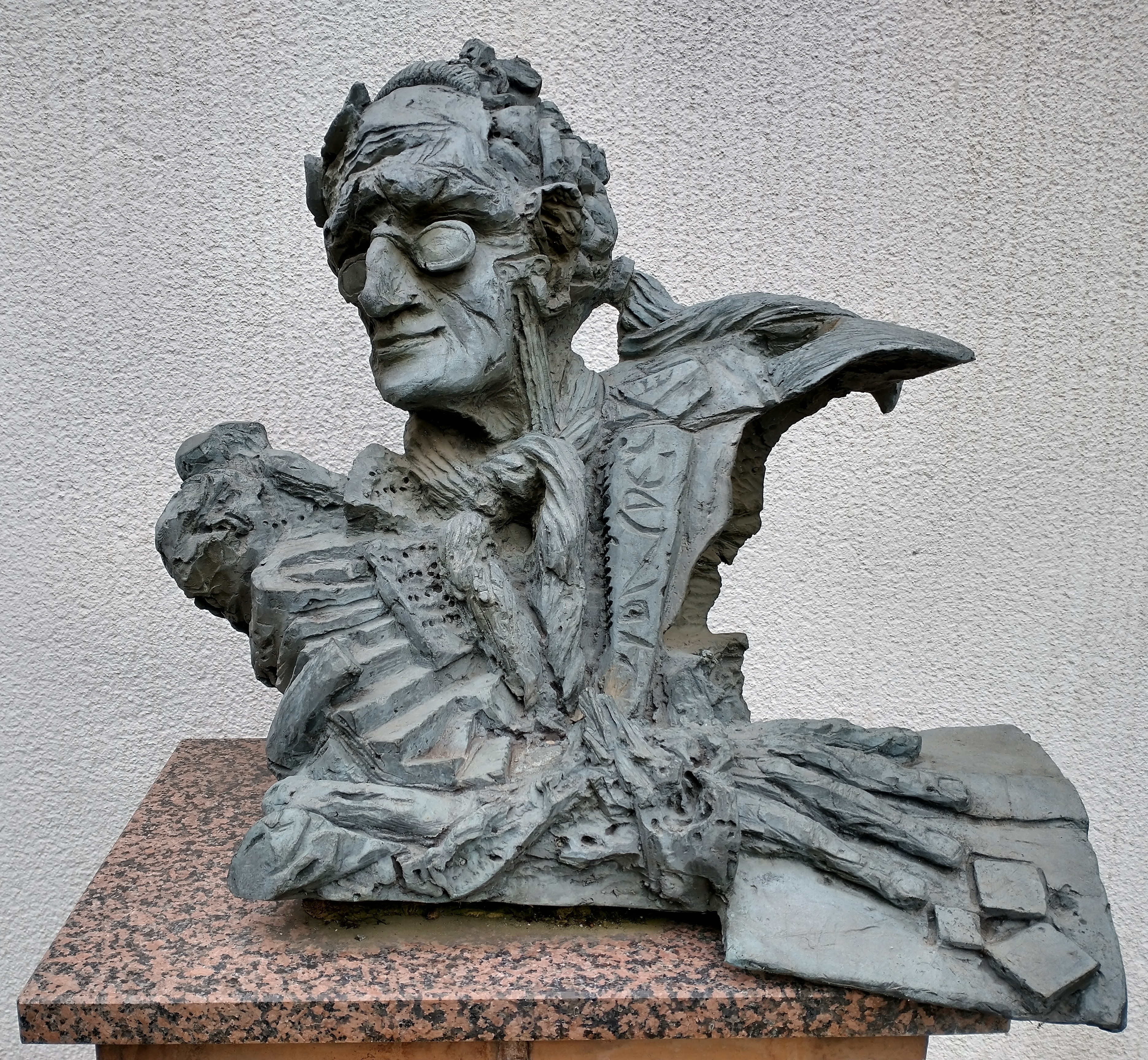
Büste des Johann Peter Hundeiker, Ben Siebenrock 1979

### Sport
Vecheldes mitgliederstärkste Sportvereine sind der MTV Vechelde und der SV Arminia Vechelde. Während der MTV Vechelde 16 Sportarten und Sportaktivitäten anbietet, konzentriert sich der SV Arminia Vechelde vornehmlich auf die beiden Sparten Tischtennis und Fußball.
Die Volleyballmannschaft des MTV erreichte 2009 erneut den Aufstieg in die Regionalliga Niedersachsen/Bremen. Von 2012 bis 2014 spielte das Team in der dritten Volleyball-Bundesliga. Die Badmintonsparte des MTV leistet seit Jahren erfolgreiche Arbeit im Nachwuchsbereich. Im Erwachsenenbereich konnte mit der ersten Mannschaft 2001 die Niedersachsenmeisterschaft gefeiert werden.

### Regelmäßige Veranstaltungen
Jährlich findet am 1. Adventssamstag der ‚Verkaufsoffene Samstag‘ statt, ein Straßenfest entlang der zentralen Geschäftsstraße, der Hildesheimer Straße. Die ‚Handels- und Gewerbeschau‘ im Bürgerzentrum und das ‚Schlossparkfest‘ im Schlosspark des ehemaligen Wasserschlosses in Vechelde finden im jährlichen Wechsel statt.

## Verkehr
Vechelde liegt an der Bundesstraße 1 zwischen Braunschweig und Hildesheim sowie an der Bundesstraße 65, die über Peine nach Hannover führt. Durch einen Halt an der Bahnstrecke Hannover–Braunschweig besitzt der Ort Anschluss zum Schienenpersonennahverkehr.
Eine seit Jahren geforderte 4,1 km lange nördliche Umgehungsstraße der B 1 wurde am 13. August 2009 dem Verkehr übergeben. Sie wurde dringend erforderlich, um dem durch die 2005 eingeführte LKW-Maut gewachsenen, innerörtlichen starken Verkehrsaufkommen der kürzesten Verbindung zwischen Braunschweig und Hildesheim entgegenzuwirken.

## Bildung
In Vechelde befinden sich Schulen der allgemeinbildenden Schulformen der Sekundarstufe I (Hauptschule, Realschule und Gymnasium), eine Grundschule für die Jahrgangsklassen 1 bis 4 und eine Förderschule mit dem Schwerpunkt Lernen. Das Schulgebäude der Orientierungsstufe Vechelde wurde 2004 zum Gymnasium umgestaltet und erweitert.
Schulen
- Albert-Schweitzer-Schule, Grund- und Hauptschule mit Schulkindergarten, Förderschule mit dem Schwerpunkt Lernen
- Realschule Vechelde
- Julius-Spiegelberg-Gymnasium

## Persönlichkeiten

### Söhne und Töchter des Ortes
- Gustav Hartmann (1835–1894), Jurist, Professor in Basel, Freiburg, Göttingen, und Tübingen
- Elisabeth Gnauck-Kühne (1850–1917), Sozialwissenschaftlerin, Lehrerin, Publizistin, Wegbereiterin der evangelischen und katholischen Frauenbewegung
- Wilhelm Klauditz (1903–1963), Namensgeber für das Wilhelm-Klauditz-Institut für Holzforschung in Braunschweig und Mitarbeiter in internationalen Organisationen
- Willi Greite (1911–1992), Sportlehrer, Verwaltungsbeamter und Sportfunktionär
- Manfred Bernau (1926–2009), Wirtschaftsprüfer, Manager und Unternehmer
- Y. Fongi (1936–2012), Maler, Zeichner, Musiker, Objekt- und Konzeptkünstler

### Personen, die mit dem Ort in Verbindung stehen
- Herzog Rudolf August zu Braunschweig-Lüneburg (1627–1704)
- Rosine Elisabeth Menthe (1663–1701), auch „Madame Rudolfine“, morganatische Ehefrau Herzog Rudolf Augusts von Braunschweig-Wolfenbüttel
- Elisabeth Sophie Marie von Schleswig-Holstein-Norburg (1683–1767), Prinzessin von Schleswig-Holstein-Sonderburg-Norburg
- Herzog Ferdinand von Braunschweig-Wolfenbüttel (1721–1792), preußischer Generalfeldmarschall
- Benjamin Georg Peßler (1747–1814), lutherischer Pfarrer und Erfinder
- Johann Peter Hundeiker (1751–1836), Pädagoge und herzoglich braunschweigischer Schulrat
- Gerhard Julius Hundeiker (1784–1854), Pädagoge und Romanschriftsteller
- Ferdinand Mackeldey (1784–1834), Rechtswissenschaftler und Hochschullehrer der Universitäten Helmstedt, Marburg und Bonn
- Wilhelm Theodor Hundeiker (1786–1828), Pädagoge und Philologe
- Wilhelm August Förstemann (1791–1836), Pädagoge und Mathematiker
- Johann Heinrich Westphal (1794–1831), Pädagoge, Astronom und Schriftsteller
- Eduard Schmidt von der Launitz (1797–1869), Bildhauer und Kunsthistoriker
- Hans Rudolf Schröter (1798–1842), Pädagoge, Mathematiker und Historiker
- August von Geyso (1802–1861), Staatsminister im Herzogtum Braunschweig
- Julius Spiegelberg (1833–1897), Unternehmer, Gründer der ersten Jutespinnerei auf dem europäischen Festland in Vechelde
- Georg Bode (1838–1910), Jurist, Historiker und Naturforscher
- Hans Heldt (1886–1956), Politiker (FDP)
- Carl Lauenstein (1919–2009), Landwirt, Politiker (DP/CDU)
- Werner Kirschner (1938–2019), Politiker (SPD)
- Edda Schliepack (* 1940), Politikerin (CDU)
- Christian Schwarzenholz (* 1951), Politiker (Grüne, später PDS und SPD)
- Klaus Nührig (* 1958), Schriftsteller und Lyriker

Bildergalerie Persönlichkeiten
Herzog Ferdinand von Braunschweig-Wolfenbüttel
Elisabeth Gnauck-Kühne
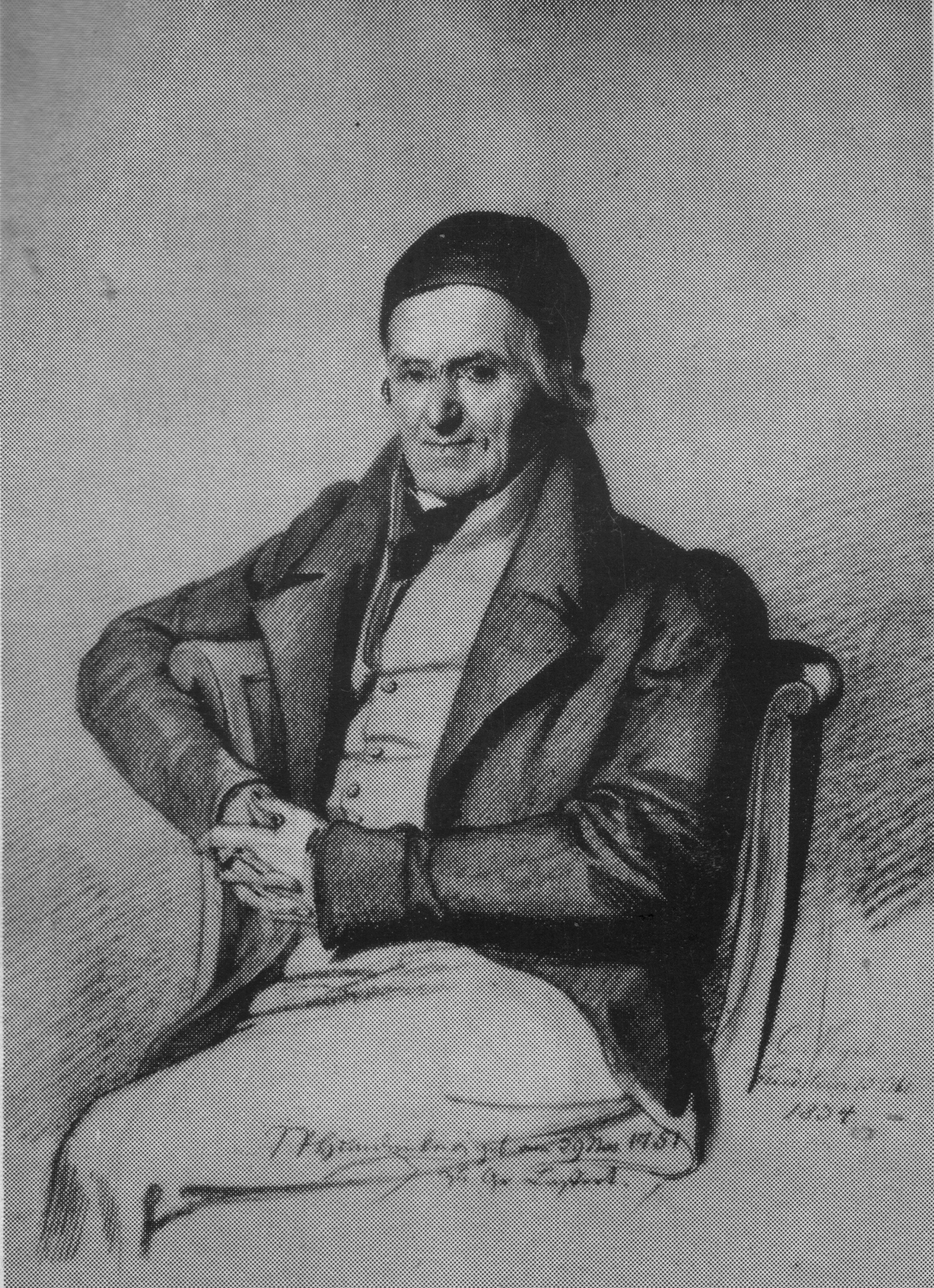
Johann Peter Hundeiker
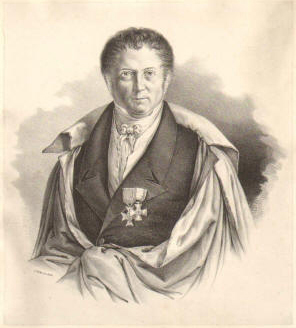
Ferdinand Mackeldey (1784–1834)
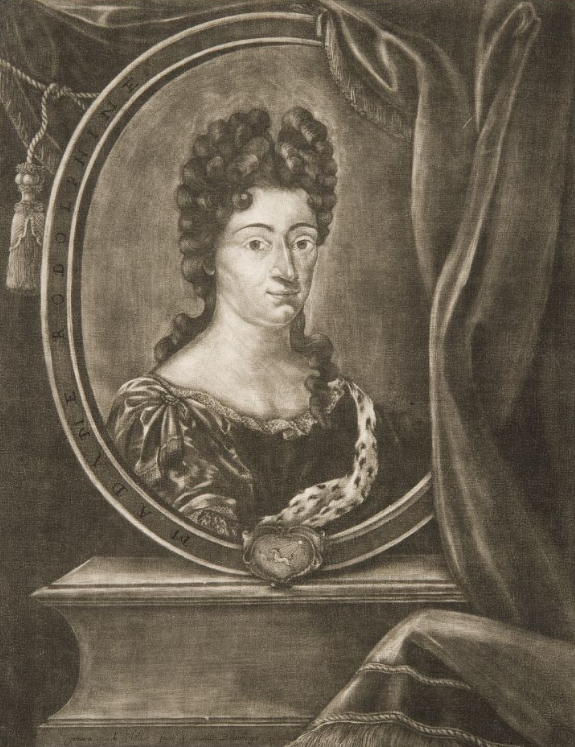
Rosine Elisabeth Menthe
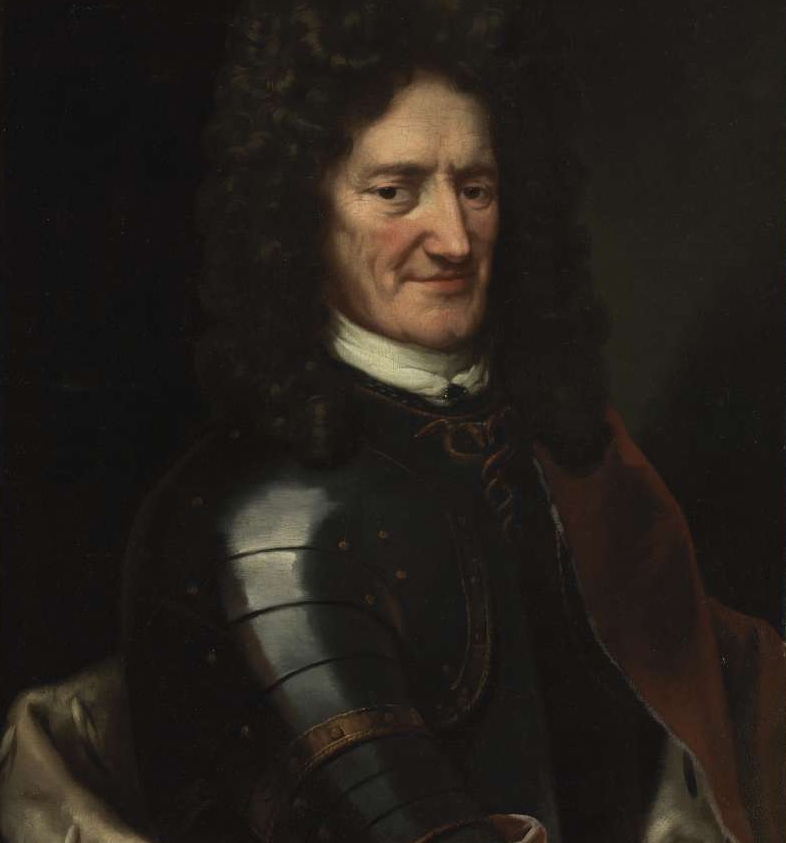
Herzog Rudolf August
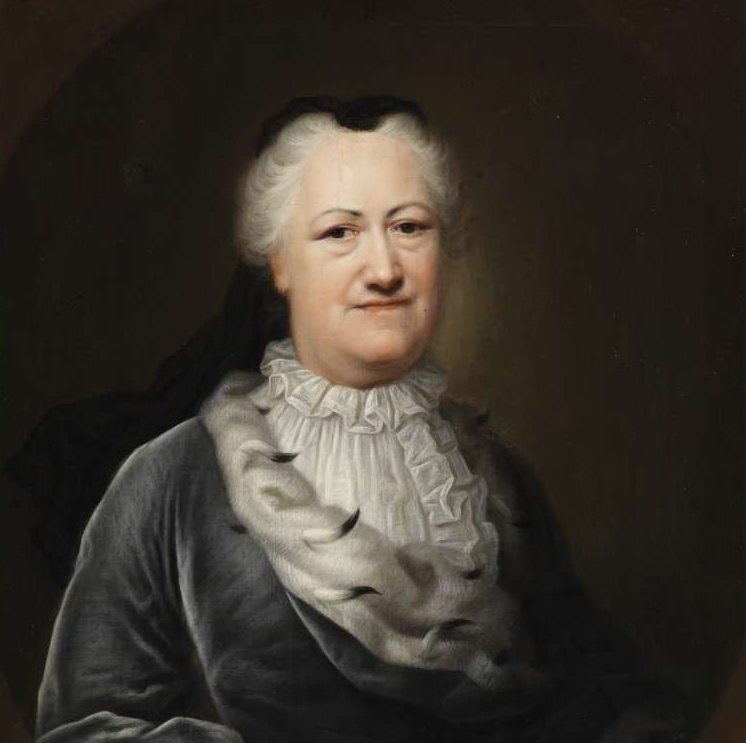
Elisabeth Sophie Marie von Schleswig-Holstein-Norburg
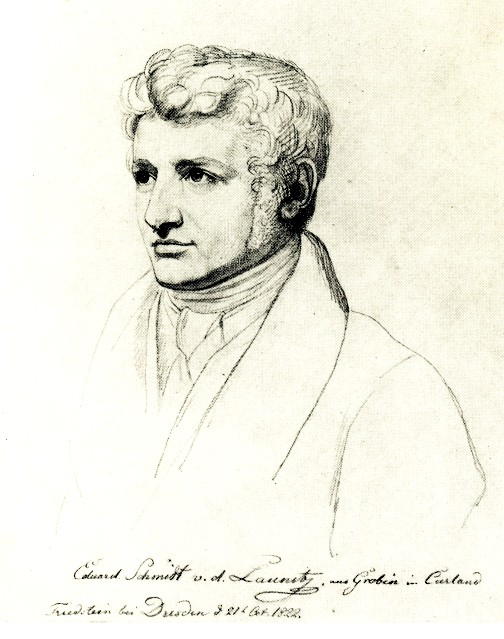
Eduard Schmidt von der Launitz (1797–1869)